# ۳٬۴٬۵-تری-او-گالول‌کوئنیک اسید
۳،۴،۵-تری-او-گالول‌کوئنیک اسید (به انگلیسی: 3,4,5-Tri-O-galloylquinic acid) یک ترکیب شیمیایی با شناسه پاب‌کم ۱۲۷۴۰۶ است. 